# Petr Vizina
Petr Vizina (* 1967 Praha) je český novinář a hudebník. Působil jako vedoucí kulturní redakce zpravodajství České televize. Byl členem redakcí Lidových a Hospodářských novin, psal do Respektu, Reflexu či AD Magazínu, působí i v Českém rozhlase. Pro Českou televizi připravoval pořad Musicblok, moderoval pořad Před půlnocí či literární pořad U zavěšené knihy. Od roku 2023 je šéfredaktorem časopisu Qartal, který vydává Galerie hlavního města Prahy.
Studia Katolické teologické fakulty Univerzity Karlovy (KTF UK) v oboru teologie dokončil prací o současné české literatuře a fundamentální teologii. Studia aplikované etiky dokončil prací na téma etiky dialogu v díle nizozemského autora Michela Fabera. Je držitelem ceny Josefa Dobrovského. Na KTF UK obhájil rigorózní práci na téma digitální strukturální proměny veřejnosti. 
Působil jako bubeník několika kapel i jako studiový hráč. V letech 1989–1993 hrál s Jardou Svobodou ve skupině Otcovy děti, v letech 1999–2003 i ve Svobodově nové skupině Traband. Hrál také v kapele Šarközi (1997–2001) a doprovázel Chrise Burroughse a Terry Lee Halea či Peppe Voltarelliho.

## Diskografie
- Otcovy děti: Mezi nebem a zemí, 1991
- Ester: Shalom, chaverim, 1998
- Katka Šarkozi: Naklání se čas, 2000
- Traband: Kolotoč, 2000
- Traband: Road Movie, 2002
- Otcovy děti: Noc a den, 2003
- Sestry Steinovy: Můj tanec, 2004
- Traband: 10 let na cestě, 2005 – jako host
- Jiří Slíva: Nemysli na to, 2016